# Bernardo Pisano
Bernardo Pisano, italijanski skladatelj, rimskokatoliški duhovnik in pevec, * 12. oktober 1490, Firence, † 23. januar 1548.
Pisano je prvi skladatelj, kateremu so izdali zbirko le njegovih skladb posvetne glasbe.